# Royaume de Boma
 (mai 2025).
Le royaume de Boma, Ibar ou Giribuma est un État du bassin du Congo du peuple Boma, autour du lac Mai-Ndombe,. Il s'est séparé de Mwene Muji au début du XVIIe siècle, la tradition considérant son fondateur comme Maluma Bieme,. Il entretient des relations étroites avec le royaume Tio. Dans les années 1640, le royaume de Boma contrôle quinze rois et est l'un des oyaumes les plus puissants d'Afrique. À la fin du XIXe siècle, Boma dépasse Mwene Muji pour devenir la principale puissance de la région du Bas- Kasaï. 
Selon la tradition, le Ngeliboma (roi Boma) est élu par les esprits. Le Ngeliboma incarne les vertus divines et s'entoure d'une cour royale. Ils faisaient le commerce de l'ivoire, du bois et des esclaves.
Les traditions orales Boma, recueillies en 1926, détaillent comment le peuple Boma en est venu à habiter la région, suivant un groupe de dirigeants vers le sud, le long du fleuve Kwango, pour échapper à leurs aînés qui les forcent à travailler dans les mines. Ils se sont installés en trois vagues, créant des subdivisions dans le groupe.